# ドロシー・スミス
ドロシー・スミス（Dorothy Edith Smith、旧姓プレイス、Place、1926年7月6日 - 2022年6月3日）は、イギリス生まれのカナダの民俗学者、フェミニスト研究者、社会学者、作家。
女性学、フェミニスト理論、心理学、教育学などさまざまな分野の研究を行った。また、知識社会学、家族社会学、方法論といった社会学の分野にも関わり、フェミニストのスタンドポイント認識論（feminist standpoint theory）や、制度のエスノグラフィー（institutional ethnography）という概念を作った。

## 経歴

### 生い立ち
スミスは、1926年7月6日、イギリスのヨークシャー州ノースライディング県ノーサラートンで、ドロシー・F・プレイスとトム・プレイスの間に生まれた。母は大学で学んだ化学者で、若いころは婦人参政権運動に従事していた。父は木材商。3人の兄の一人、アリン・プレイス(Ullin Place)は脳のプロセスとしての意識の研究で知られ、また、一人は詩人のミルナー・プレイスである。

### 転機
25歳の時、書籍出版業界の秘書として働き始めたが、もっとやりたいと考えるようになった。1955年、ロンドン・スクール・オブ・エコノミクスで社会学と社会人類学を専攻し、学士号を取得した。その後、在学中に知り合ったウィリアム・リード・スミスと結婚し、米国に移住した。二人ともカリフォルニア大学バークレー校の大学院に進学し、1963年、第二子出産の9カ月後に社会学博士号を取得した。その後まもなく夫と離婚し、子どもの親権は夫が持つ。その後、1964年から1966年までカリフォルニア大学バークレー校で講師として教鞭をとる。社会学を教え始めたが、44人の教授陣の中で唯一の女性教師であった。

### 活動
離婚後、スミスは2人の子供を一人で育てようとしながら、デイケアや家族のサポートに欠け、その結果、60年代後半にイギリスへの帰国を決意した。その間、エセックス大学コルチェスター校で社会学の講義を行った。1968年、スミスは2人の息子とともにブリティッシュコロンビア州バンクーバーに移り、ブリティッシュ・コロンビア大学で教鞭をとり、女性学プログラムの設立に貢献した。1977年、オンタリオ州トロントに移り、オンタリオ教育研究所で働き、定年退職までここで過ごした。1994年、ビクトリア大学の非常勤教授となり、組織内民族誌の研究を続けた。フェミニスト雑誌「サインズ」の国際諮問委員を務めた。
2022年6月3日、バンクーバーの自宅で転倒による合併症のため、95歳で死去。

## 著書
- Simply Institutional Ethnography: Creating a Sociology for People (2022, ISBN 978-1487528065)
- Institutional Ethnography: A Sociology for People (2005, ISBN 978-0759105010)
- Mothering for Schooling, co-author with Alison Griffith (2004, ISBN 978-0415950534)
- Writing the Social: Critique, Theory, and Investigations (1999, ISBN 978-0802043078)
- The Conceptual Practices of Power: A Feminist Sociology of Knowledge (1990, ISBN 978-1555530808)
- Texts, Facts, and Femininity: Exploring the Relations of Ruling (1990, ISBN 978-0415102445)
- The Everyday World as Problematic: A Feminist Sociology (1987, ISBN 978-1555530365)
- Feminism and Marxism: A Place to Begin, A Way to Go (1977, ISBN 978-0919888715)
- Women Look at Psychiatry: I'm Not Mad, I'm Angry—Collection edited by Smith and David (1975, ISBN 978-0889740006), Press Gang Publishing
- Sociological Theory Vol.10 No.1: Sociology from Women's Experience: A Reaffirmation (1992)[14]
- What It Might Mean to Do a Canadian Sociology: The Everyday World as Problematic (1975)[15]
- ‘K is mentally ill’ : The Anatomy of a Factual Account[16] 1978
  - 『Kは精神病――事実報告のアナトミー』 （『エスノメソドロジー : 社会的思考の解体』収録　せりか書房　ISBN	9784796701495）